# Inflammation granulomateuse
L'inflammation granulomateuse est un aspect particulier de la réponse inflammatoire chronique secondaire à la persistance de l'agent étiologique (la cause de l'inflammation, par exemple une bactérie pathogène que l'organisme peine à éliminer (mycobactéries...) ou un corps étranger introduit dans le derme et mal éliminé ou mal dégradé par l'organisme tel qu'une écharde profonde, une épine d'oursin, un fil de suture, une substance lipidique allergène, certaines bactéries, des complexes immuns, etc.).
Les cellules du système des phagocytes mononucléés s'organisent en amas ou en nodules appelés granulomes.
Les cellules concernées sont « des histiocytes (macrophages, cellules épithélioïdes et/ou cellules géantes multinucléées) et des lymphocytes, plus rarement associés à d’autres éléments cellulaires (polynucléaires neutrophiles, polynucléaires éosinophiles, plasmocytes…) et avec la participation, quelle que soit la forme du granulome, de fibroblastes »
Ce type d'inflammation peut être trouvée par exemple chez les patients atteint de tuberculose ou de sarcoïdose.